# Ksenija Stevanović
Ksenija Stevanović (Beograd, 1976.) je srpska muzikološkinja, publicistkinja i muzička urednica. Njena polja izučavanja su savremena i eksperimentalna muzika. Kao muzička kritičarka na Trećem programu Radio Beograda i predsednica Inicijative za savremenu muziku – Činč ona kurira i kritički se bavi avangardnim muzičkim formama, a takođe u svom javnom govoru daje kritički osvrt na medije i kulturu. 

## Biografija

### Obrazovanje
Ksenija Stevnović je zavrsila master studije muzikologije nа Fаkultetu muzičke umetnosti u Beogrаdu, sа rаdom posvećenim biopolitičkom čitаnju problemа opere. Do 2009. godine usvršavala se na univerzitetu Paris Nanterre u podrčuju psihologije i filozofije muzike sarađujući sa grupom Psychomuse koju je vodio Mišel Amberti (Michel Imberty) i sa filozofom Peterom Sendijem (Peter Szendy). Pohađala je Ženske studije u Beogradu, kao i Školu za istoriju i teoriju umetnosti/slike.

### Karijera i doprinos
Ksenija Stevanović od 2001. godine radi poslove muzičke urednice na Trećem programu Radio Beograda, kanalu posvećenom umetnosti i teoriji, gde realizuje projekte vezane za Međunarodni Rostrum kompozitora, emisiju STUDIO 6, Elektronski studio Radio Beograda i direktne prenose u okviru Euroradija
Dugogodišnja je specijalistkinja za novu muziku, sa približno 15 godina iskustva u ovom polju. Takođe je i predsednica organizacije Činč – Inicijativa za savremenu muziku, čija je članica i Ivana Neimarević. Sa ovom organizacijom je organizovala koncerte međunarodnih elektronskih, avangardnih umetnika i savremenih kompozitora kao što je Nils Fram (Nils Frahm), Folker Bertelman - Hauschka, Fenes (Fennesz), Oval, između ostalih.
Bila je među prvim članovima i osnivačima Teorije koja hoda (TkH), teorijsko-umetničke platforme koja se bavi performativnom prirodom savremenog kapitalizma i njegovim uticajem na "ja" odnosno performansom ličnosti i učestvovala u prvim izdanjima ovog umetničkog i teorijskog časopisa. Od 2019. godine Ksenija Stevanović je članica žirija za dodelu Mokranjčeve nagrade koju dodeljuje Udruženje kompozitora Srbije. Sarađivala je na više izdanja izložbe „Srpske lepe umetnosti”, čiji je kustos bio Branislav Dimitrijević. Zajedno sa Ivanom Neimarević, koautorka je monografije o 70 godina Sokoja.
Ksenija je aktivna i u javnom diskursu: u sklopu festivala Festival-u-opoziciji (Festival-in-Opposition), posvećenog zvuku, improvizaciji i nezavisnoj umetničkoj sceni, učestvovala je kao predavačica – jedna od tema bila je mesto radija kao umetničkog prostora, a takođe je održala predavanje „What is the place of improvised and experimental music today?" u Novom Sadu 2019.
Pisala je za dnevni list Politika, nedeljnike Vreme, Novi Magazin, a piše i za portal Mašina gde je dala važan komenar o komercijalizaciji festivala kulture u Beogradu, ističući kako glamurozna produkcija zamagljuje transparentnost i baca u drugi plan integritet umetnika. Takođe je sarađivala i sa regionalnim portalima, manifestacijama i inicijativama poput Kulturpunkta Muzičkog biennala u Zagrebu ili Multimedijalnog instituta Mama, za koji je prevela knjigu „Kore” francuskog filozofa  i teoretičara slike Žorža Didi-Ibermana (Georges Didi-Huberman)

## Nagrade
2024. Nagrada „Zlatni mikrofon" 

## Bibliografija-izbor
Ksenija redovno piše za časopis Novi zvuk-međunarodni muzički časopis:
- „The sound is my personal diary: Conversation with Svetlana Savić (2020)[9]
- „Poetical mechanism of ‘Lines and Circles’: Compositional understatement of Branka Popović” (2017) [10]
- „Negotiations” (2017) [11]
- „Tekstualno-muzička dramaturgija ‘Rukoveti” (1999) [12]
- Koautorka je poglavlja u knjizi „Distributed Creativity: Collaboration and Improvisation in Contemporary Music" koju je objavio Oxford University Press 2017. godine zajedno sa Mayom Gratier i Rebeccom Evans.[13]